# Chaos Communication Congress
Pour les articles homonymes, voir CCC.
Chaos Communication Congress est un rendez-vous annuel de la scène hacker internationale, organisé en Allemagne par le Chaos Computer Club depuis 1984.
Le congrès propose une série de conférences et d'ateliers sur des sujets techniques et politiques souvent reliés aux problèmes de la sécurité des systèmes informatiques et aux conséquences des nouvelles technologies sur la société.
L’événement se déroule à la fin de chaque année, depuis 2005 entre le 27 décembre et le 30 décembre, et ce, 24h par jour. Il est initialement organisé à Hambourg puis déplacé à Berlin en 1998 avant de revenir à Hambourg en 2012. Depuis 2017, il se déroule à Leipzig.
Le Chaos Communication Congress attire généralement plusieurs milliers de participants. En 2019, la 36e édition (36C3) a vu passer 18 000 visiteurs.
Il est organisé avec un budget peu élevé, son organisation reposant sur les volontaires et le prêt de matériel par des entreprises du secteur technologique. Le congrès est relié à internet via une connexion à fibre optique très haut débit mise en place pour l'occasion.

## Thèmes

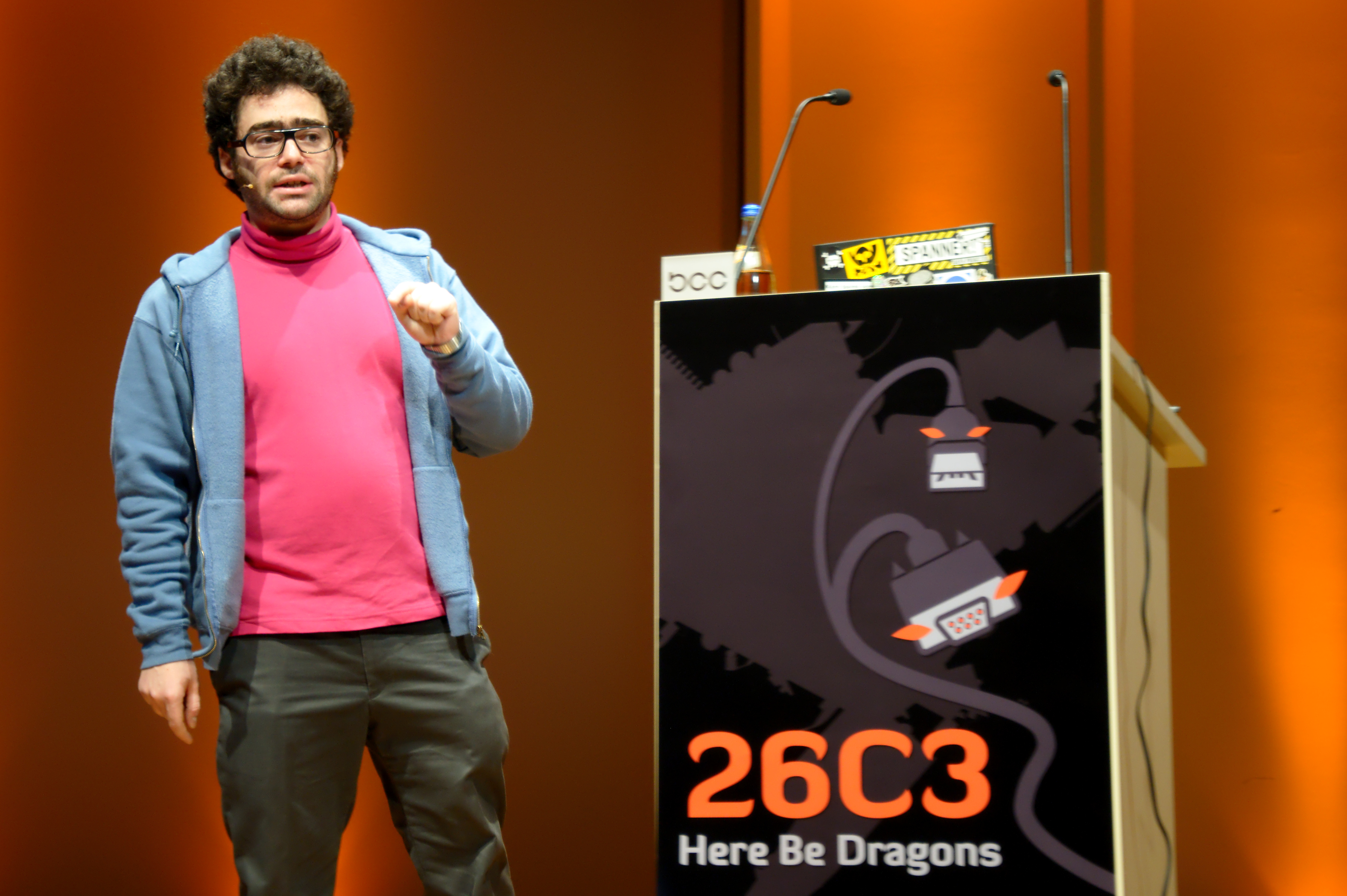
Jérémie Zimmermann au 26e Chaos Communication Congress (2009).

Les conférences, au nombre de 170 durant l'édition 2013 (30C3), sont présentées jour et nuit et ont principalement pour thème des sujets relatifs à la sécurité informatique, la protection des données ou encore la liberté de l'information. Par exemple, durant le 31e Chaos Communication Congress (31C3), Jan Krissler, spécialiste en biométrie, montre comment il est parvenu à répliquer les empreintes digitales d'un pouce d'Ursula von der Leyen, ministre de la Défense du gouvernement allemand de l'époque ; Laurent Chemla présente Caliopen ou encore le professeur d'informatique J. Alex Halderman parle de la fragilité des machines à voter aux États-Unis (35C3). Au Congrès de 2007, Julian Assange vient présenter son projet Wikileaks,,,,.
De nombreuses conférences ont cependant des sujets moins techniques mais plus sociaux. Ainsi Guy Standing vient parler de néolibéralisme et de revenu universel alors qu'une autre conférence décrit le système de crédit social en Chine. Le 36e congrès en 2019, qui a pour slogan « Resource exhaustion », s'inscrit dans la lutte pour la sauvegarde de l'environnement : les principales conférences de cette édition sont données par le mouvement Fridays for Future et Extinction Rebellion qui explique comment l'organisation s'est affranchie d'Amazon, Facebook ou Google, jugés responsables autant de la surveillance de masse que d'écoblanchiment. D'autres exposés soulèvent le problème de l’impact énergétique d’internet,.
Plusieurs ateliers et activités sont également organisés, allant de l'enseignement de la soudure, du crochetage de serrure ou encore de la fabrication de jouets sexuels par impression 3D jusqu'au concours de capture du drapeau opposant des équipes de chercheurs en sécurité (des points sont attribués aux équipes qui maintiennent leurs services tout en volant des données aux autres),. Un exemple de la pluralité des sujets abordés peut se trouver en la personne de Mitch Altman, cofondateur de Noisebridge, qui vient présenter le TV-B-Gone au 25e congrès puis, trois ans plus tard, anime une table ronde sur la dépression et le suicide chez les geeks,.
Enfin, si de nombreuses personnalités viennent s'exprimer (physiquement ou par visioconférence) au Chaos Communication Congress telles que Ladar Levison, James Bamford, Laura Poitras, Jacob Appelbaum ou encore Edward Snowden, la parole est aussi parfois donnée à des personnes plus « modestes » comme Vanessa, une réfugiée philippine qui a recueilli et caché ce dernier à Hong Kong ou Fatuma Musa Afrah, migrante d'origine somalienne,,.

## Organisation
Organisé en Allemagne par le Chaos Computer Club, le Chaos Communication Congress réuni, notamment, plusieurs milliers de hackers et des experts en technologies de l'information et de la communication dans le but de présenter et réfléchir aux conséquences de la technologie numérique et de l'informatique sur la société.

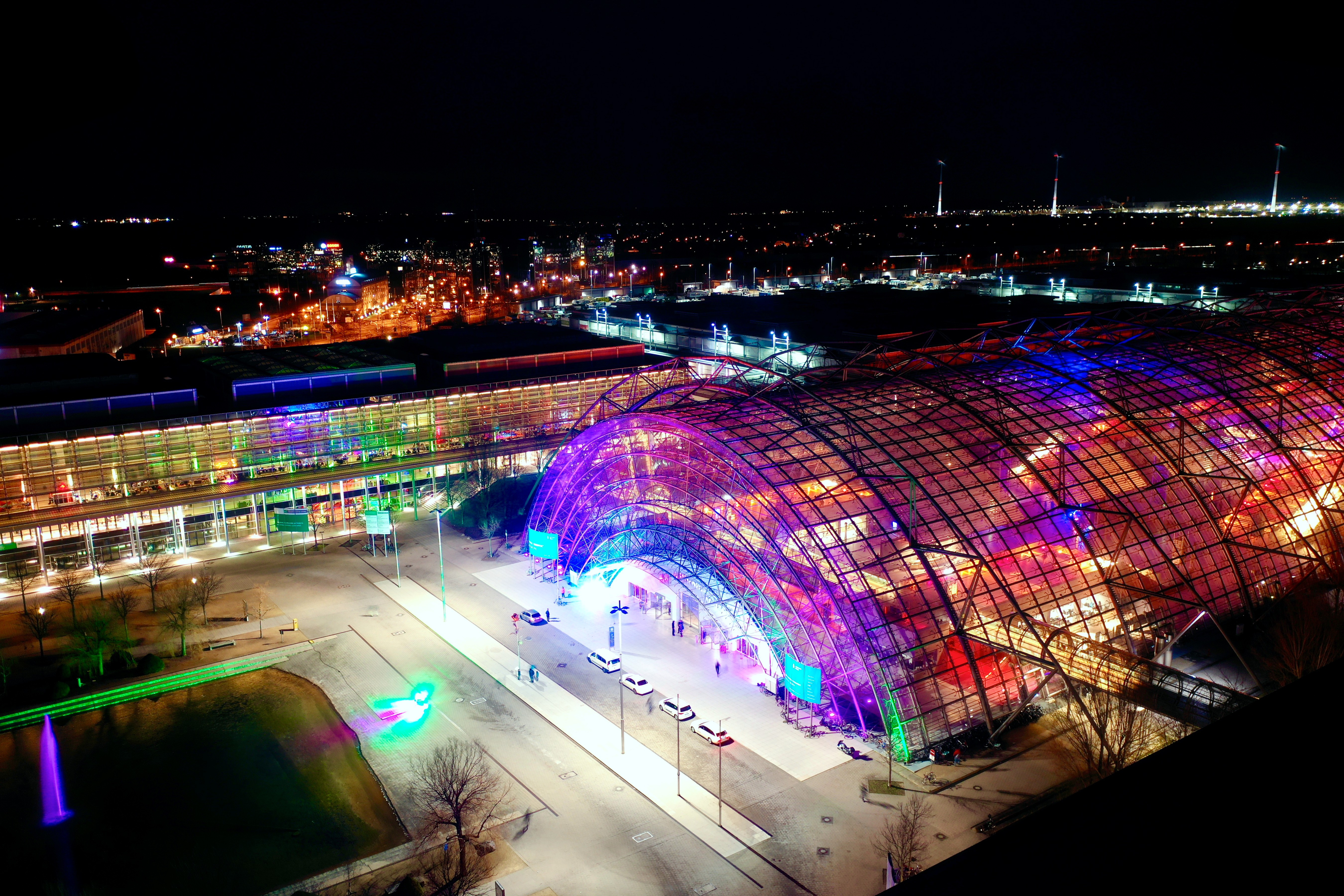
Centre des congrès de Leipzig lors du 36C3 (2019).

Le congrès a lieu chaque année depuis 1984 entre Noël et le jour de l'An. Depuis 2005, il s'étend sur quatre jours plutôt que trois, précisément entre le 27 et le 30 décembre. Il se déroule initialement à Hambourg puis à Berlin à partir de 1998 et de nouveau à Hambourg en 2012 alors que la capacité d'accueil du centre des congrès de Berlin est dépassée. Les 34e, 35e et 36e éditions, de 2017 à 2019, sont organisé au parc des expositions de Leipzig,,,. Le congrès se déroule de nouveau à Hambourg depuis la 37e édition, la première édition après le Covid-19.
Le déroulement du Chaos Communication Congress est assuré par plus d'un millier de volontaires et une douzaine d'entreprises qui prêtent du matériel. Cependant, les bannières publicitaires ne sont pas permises, les entreprises partenaires étant simplement énumérées lors de l'ouverture du congrès et obtiennent l'affichage non indexé de leurs logos sur le site du Chaos Computer Club. L'argent récolté grâce aux entrées est utilisé pour payer certains frais dont la nourriture pour les bénévoles et la location du centre des congrès,.
Chaque conférence reçoit un slogan différent, sauf en 2013 afin de souligner que les révélations d'Edward Snowden laissent les hackers « sans voix ». Elles sont aussi désignées par un code comportant le numéro de l'édition, suivie de C3 représentant le sigle du Chaos Communication Congress (CCC). Ainsi, en 2017, le 34e Chaos Communication Congress (34C3) a pour slogan « Tuwat », (« Faites quelque chose ») qui reprend le titre de l'appel de Wau Holland formulé en 1981 dans une tribune du journal Die Tageszeitung, menant à la création du Chaos Computer Club,,.
En 2019, le prix d'un billet standard est de 140 euros (120 euros l'année précédente), incluant le transport en commun dans tout Leipzig (une navette relie le centre de conférence à la gare centrale toutes les dix minutes, jour et nuit). Si l'entrée est gratuite pour les moins de 12 ans, le tarif est de 35 euros pour les moins de 18 ans à condition d'« apporter un (faux suffisamment convaincant d'un) document indiquant son âge »,.
Le congrès jouit d'une connexion par fibre optique dont le débit atteint 200 Gbits/s.

## Fréquentation

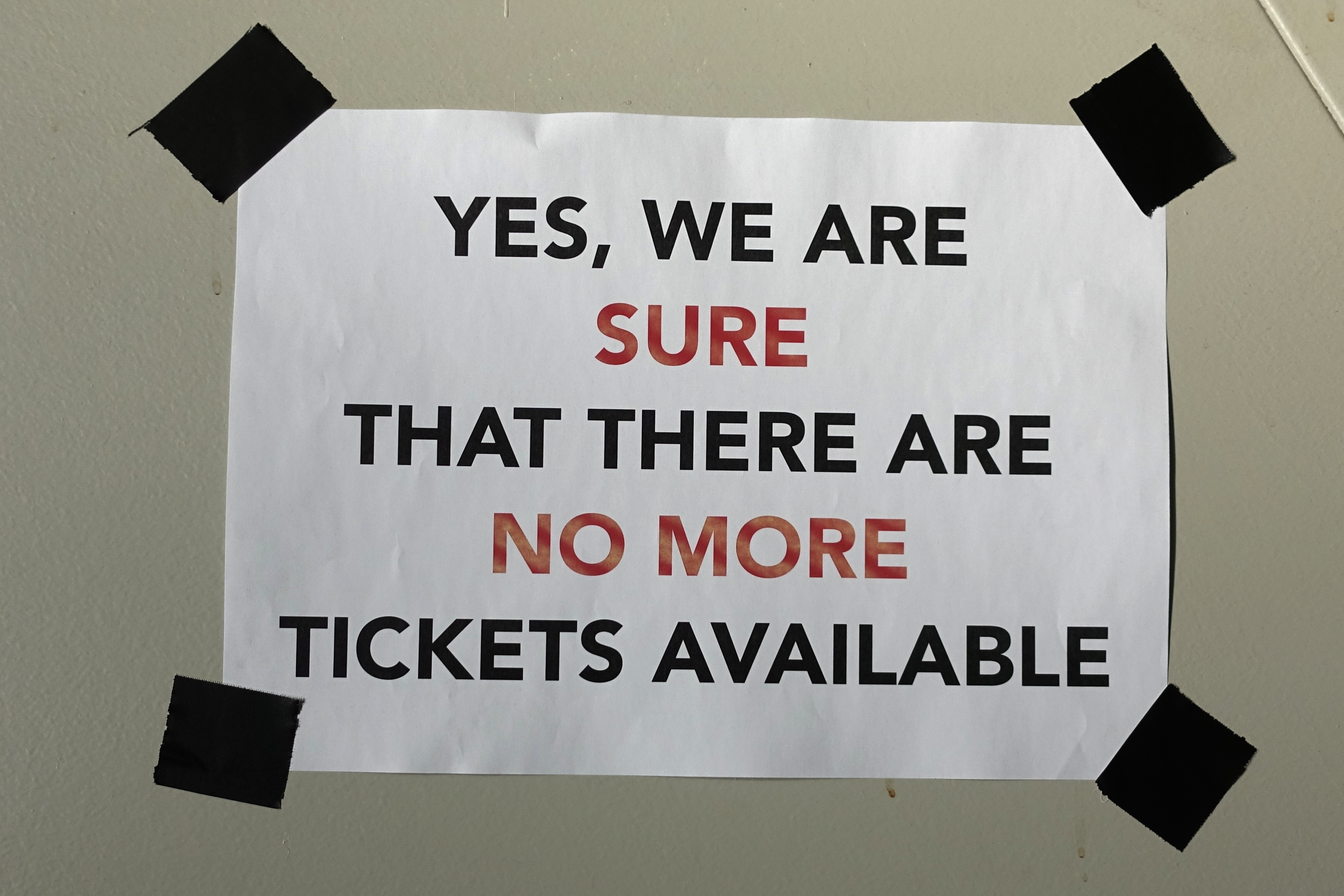
« Oui, nous sommes sûres qu'il n'y a plus de tickets disponibles ». Le CCC se déroule souvent à guichets fermés, ici en 2016.

En 1984, la fréquentation du premier Chaos Communication Congress est estimée à 200 personnes et 300 personnes quatre ans plus tard durant les trois jours du 5e congrès organisé à Hambourg,.
En 1997, les bâtiments d'une école de Hambourg accueillent durant trois jours les 1 500 participants du 14e congrès. Deux ans plus tard, en 1999, ils sont plus de 2000 à Berlin et 2500 l'année suivante,,.
Au début du 21e siècle, la fréquentation du Chaos Communication Congress augmente considérablement, dépassant 10 000 personnes au milieu des années 2010 pour atteindre 17 à 18 000 participants à la fin de cette décennie,,,.
Le graphique ci-dessous illustre l'évolution du nombre de participants au congrès en fonction de quelques dates clefs : 1984, premier congrès ; 1997, dernier congrès avant son déménagement à Berlin ; 2004 et 2005, respectivement dernier congrès de trois jours et premier de quatre jours ; 2012, retour à Hambourg par manque de place à Berlin ; 2013, révélations Snowden ; 2016, déplacé à Leipzig ; 2019, dernier congrès avant la pandémie de Covid-19 ; 2023, premier congrès depuis la pandémie de Covid-19.
Pour des raisons techniques, il est temporairement impossible d'afficher le graphique qui aurait dû être présenté ici.

## Liste des éditions
- 2024 - Illegal Instructions
- 2023 - Unlocked
- 2020, 2021 et 2022: annulés à cause de la pandémie de Covid-19. Le congrès de 2020 se déroule toutefois sous une forme numérique et décentralisé nommée « Remote Chaos Experience » (rC3)[28],[29].
- 2019 - Resource Exhaustion[6]
- 2018 - Refreshing Memories
- 2017 - tuwat
- 2016 - Works For Me
- 2015 - Gated Communities
- 2014 - A New Dawn
- 2013 - 30C3
- 2012 - Not my department
- 2011 - Behind enemy lines
- 2010 - We come in peace
- 2009 - Here be dragons
- 2008 - Nothing to hide
- 2007 - Volldampf voraus!
- 2006 - Who can you trust?
- 2005 - Private Investigations
- 2004 - The Usual Suspects
- 2003 - Not a Number
- 2002 - Out of Order
- 2001 - Hacking is not a crime
- 2000 - Explicit Lyrics
- 1999 - 16C3
- 1998 - All Rights Reversed
- 1997 - Nichts ist wahr. Alles ist erlaubt.
- 1996 - Der futurologische Congress...
- 1995 - Pretty good piracy...
- 1994 - Internet im Kinderzimmer...
- 1993 - Ten years after Orwell
- 1992 - Es liegt was in der Luft
- 1991 - Per Anhalter durch die Netze
- 1990 - -ohne Motto-
- 1989 - Offene Grenzen: Cocomed zuhauf
- 1988 - Ich glaub' es hackt
- 1987 - Offene Netze - Jetzt!
- 1986 - Damit Sie auch morgen noch...
- 1985 - Du Darfst
- 1984 - CCC'84 nach Orion'64